# Chesterfield, Missouri
Chesterfield är en stad i St. Louis County i Missouri. Chesterfield är säte för Logan University.

## Kända personer från Chesterfield
- Philip McRae, ishockeyspelare
- Max Scherzer, basebollspelare
- Travis Turnbull, ishockeyspelare